# Johan Coenen
Pour les articles homonymes, voir Coenen.
Johan Coenen, né le 4 février 1979 à Saint-Trond, est un coureur cycliste belge.

## Biographie

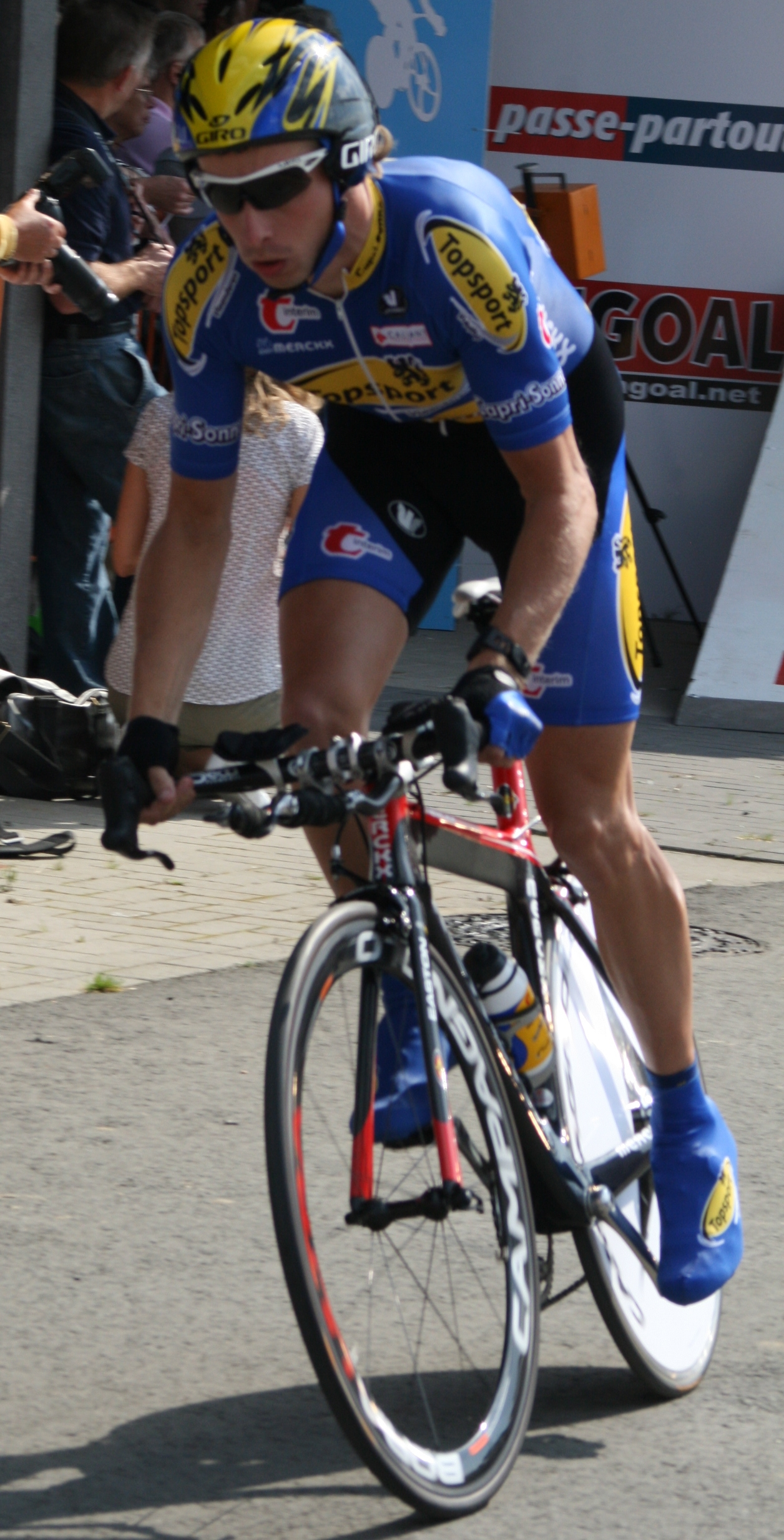
Johan Coenen lors du championnat de Belgique du contre-la-montre 2008, à Mouscron.

Johan Coenen naît le 4 février 1979 à Saint-Trond en Belgique.
Il remporte la Côte picarde en 2000 et Romsée-Stavelot-Romsée en 2001. 
En 2002, il court pour Marlux-Ville de Charleroi et termine second du Tour du Finistère. Sous les mêmes couleurs il remporte en 2003 la sixième étape du Tour de Bavière. 
Il fait son entrée en 2004 dans l'équipe MrBookmaker.com, il termine troisième de Paris-Camembert et du Grand Prix de Francfort. Il gagne le Grand Prix de Lillers en 2005. 
En 2006, MrBookmaker.com devient Unibet.com. Johan Coenen remporte le Circuit de l'Aulne et termine deuxième du Grand Prix Pino Cerami.
Il est recruté par l'équipe Chocolade Jacques en 2007, et termine cette année-là troisième du Circuit de la Vallée du Rhin. 
En 2008 Chocolade Jacques devient Topsport Vlaanderen. Johan Coenen s'adjuge la Beverbeek Classic sous ses nouvelles couleurs. 
En 2009 il gagne le Circuit du Pays de Waes, et finit deuxième du Ster Elektrotoer l'année suivante. 
Le contrat qui le lie à Topsport Vlaanderen n'est pas prolongé à la fin de la saison 2011. Il rejoint l'équipe continentale luxembourgeoise Differdange-Magic-SportFood.de avec un statut de leader. 
Il remporte en 2013 la troisième étape du Tour de Singkarak (il est aussi deuxième du classement général de l'épreuve asiatique) et une étape du Tour cycliste international de la Guadeloupe.
En 2014, il remporte la 2ea étape du Tour cycliste de Guadeloupe.

## Palmarès et classements mondiaux

### Palmarès sur route
- 2000[1]
  - Côte picarde
  - 3e de Hasselt-Spa-Hasselt
- 2001
  - Romsée-Stavelot-Romsée
- 2002
  - 2e du Tour du Finistère
- 2003
  - 6e étape du Tour de Bavière
- 2004
  - 3e de Paris-Camembert
  - 3e du Grand Prix de Francfort
- 2005
  - Grand Prix de Lillers
- 2006
  - Circuit de l'Aulne
  - 2e du Grand Prix Pino Cerami
- 2007
  - 2e du Grand Prix Marcel Kint
  - 3e du Circuit de la Vallée du Rhin
- 2008
  - Beverbeek Classic
- 2009
  - Circuit du Pays de Waes
- 2010
  - 2e du Ster Elektrotoer
- 2013
  - 3e étape du Tour de Singkarak
  - 2ea étape du Tour de Guadeloupe
  - 2e du Tour de Singkarak
- 2014
  - 2ea étape du Tour de Guadeloupe
  - 3e du Grand Prix OST Manufaktur

### Classements mondiaux
| Année            | 2005 | 2006 | 2007 | 2008 | 2009 | 2010 | 2011 | 2012 | 2013 | 2014 |
| ---------------- | ---- | ---- | ---- | ---- | ---- | ---- | ---- | ---- | ---- | ---- |
| UCI America Tour |      |      |      |      |      |      |      |      |      | 285e |
| UCI Asia Tour    |      |      |      |      |      |      |      |      | 71e  |      |
| UCI Europe Tour  | 186e | 32e  | 239e | 214e | 308e | 156e |      | 686e | 663e | 588e |